# Zamia loddigesii
Zamia loddigesii là một loài thực vật thuộc họ Zamiaceae. Loài này có ở Guatemala và México. Chúng hiện đang bị đe dọa vì mất môi trường sống.

## Hình ảnh

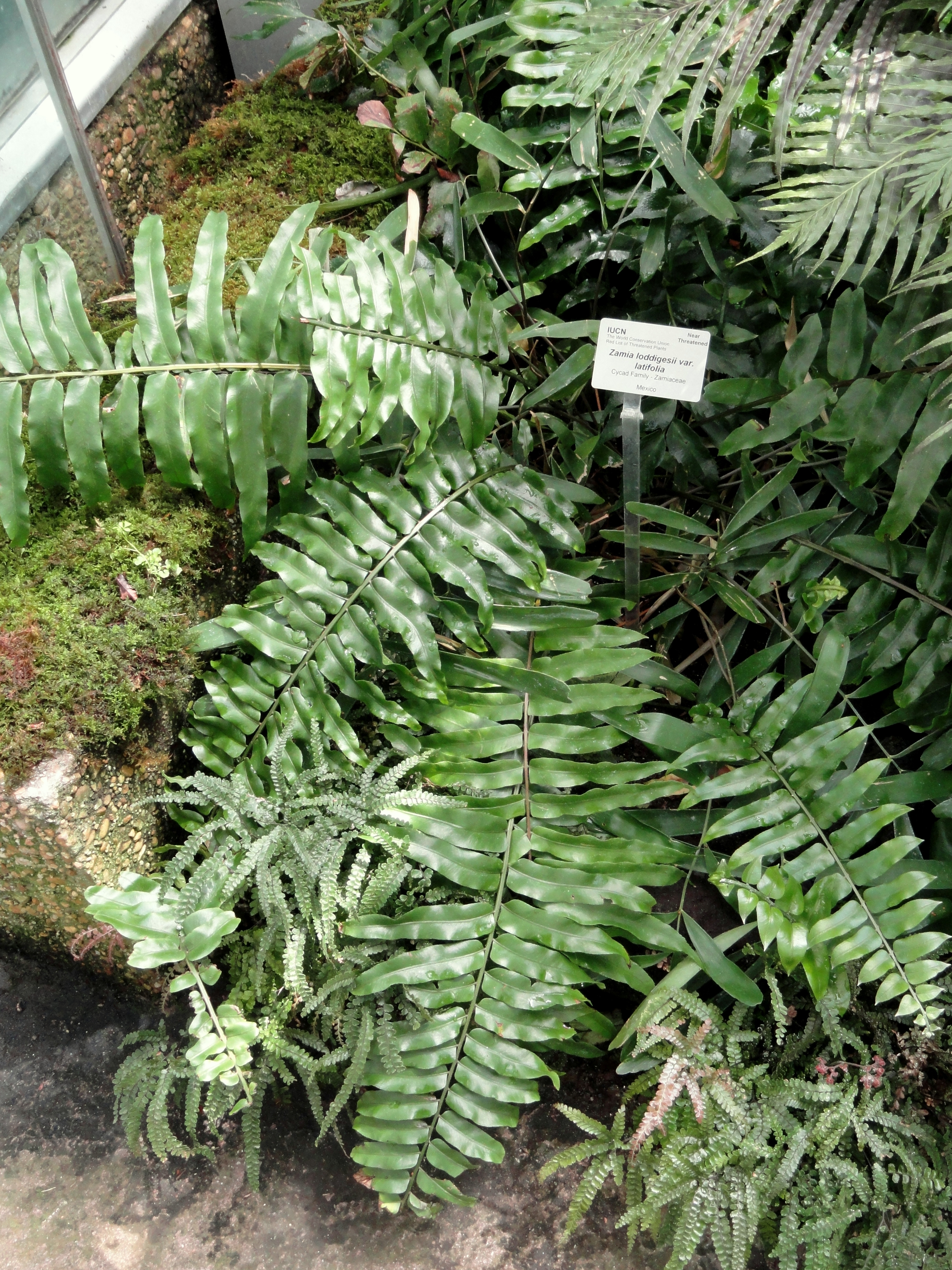